# ふくらむスクラム!!
『ふくらむスクラム!!』は、2009年4月6日から同年9月21日までフジテレビで放送されていたバラエティ番組。正式名称は「ふくらむスクラム!! Buckle up, we're growing fast!」（バックル・アップ・ウィーアー・グローウィング・ファスト!）。略称「ふくスク」全25回。放送時間は毎週月曜 24:45 - 25:10、関東ローカルの深夜番組放送枠『登龍門』第1部の番組として放送。

## 概要
2009年3月まで同時間帯で放送されていた『新しい波16』の出演芸人の中から、6組が本番組のレギュラーに選抜された。第1回目では『新しい波16』の最終回に出演した芸人とウエンツ瑛士を交えた合同コントを放送し、第2回目ではメンバーがドッキリにかけられてレギュラー決定の報告を受ける様子を放送した。第3回目以降はコントや企画ものを中心に構成された。
番組終了はサプライズで発表されたため、9月21日放送分の番組表に最終回マークは付いていなかった。同日の放送で、翌月にリニューアル版の『1ばんスクラム!!』が水曜深夜枠でスタートすることを発表。新メンバーが加入すると予告された。

## 出演者

### 波十六楽坊（ レギュラー）
- オレンジサンセット（岡田康太・下村達也）-メインキャスト
- ヒカリゴケ（国沢一誠・片山裕介）
- 少年少女（坂口真弓・阿部磨有香）
- ニッチェ（江上敬子・近藤くみこ）
- しゃもじ（たーにー・しゅうごパーク）
- かまいたち（山内健司・濱家隆一）

### その他
- ウエンツ瑛士（第1回目・第2回目）
- バース（第1回目のみ）
- 橋本直（銀シャリ・第1回目のみ）
- 中村光宏（フジテレビアナウンサー、第4回目・最終回）

## 主な企画

### コント
- エノウエマグロ（江上、たーにー）
  - 早朝の築地市場で漁師（たーにー）がマグロ（江上）を自慢する。
- 超敏腕マネージャー キノシタさん（山内、国沢、しゅうごパーク）
  - アイドルのかおりんのマネージャーのキノシタさん（山内）が楽屋に来て、番組スタッフ（国沢、しゅうごパーク）に様々な口出しをする。キノシタさんの口癖は「大丈夫です」。
- 聞き上手（スナック愛槌（3回目から））江上ママ（ニッチェ[1]、濱家、しゃもじ[2])
- 発見！わんこ集会（かまいたち、少年少女、しゅうごパーク）
- 短命少女（少年少女、かまいたち、片山、岡田）
  - 余命1、2か月の少女（阿部、坂口）が入院しているところに友達（濱家、山内、片山、岡田）がやってくる。少女が死ぬ前に一度見たいと友達に、「コマネチを全力で」「3年A組の金八先生」「通り魔にあった板東英二」などをやらせる。
- ふくらむバンド（かまいたち、江上）
  - バンドのメンバーを募集していた濱家（25歳、ギター）のもとに江上（46歳、ボーカル）、山内（48歳、キーボード）が入りたいとやってくる。一度は断った濱家だったが、2人の演奏を聴いて即バンドを結成する。なお、キーボードの山内はスタジオまで歩いて来て、歩いて帰るらしい。一回目は我孫子（千葉県、常磐線の駅）から、二回目は取手（茨城県、常磐線で我孫子から2つ東の駅）三回目は大船（神奈川県）から歩いてきた。スタジオまでくるのに8時間かかったらしい。四回目は相模湖（神奈川県）から電車で来た。
  - 2009年のフジテレビイベント「お台場合衆国」で初の生ライブを敢行。岡田（カホーン）も加わりオリジナル曲「ナツノヒ」を披露した。
  - オリジナル曲の「ナツノヒ」はフジメロの着うた週間ランキングで1位をとった。
  - 番組内で放送したPVには瀧本美織が出演した。
- 一日一善 カメ山さん（片山、少年少女、ニッチェ、しゃもじ）
  - カメ山さん（片山）が困っている女性（坂口、江上、阿部、近藤）を助けようとするが、女性を触ってしまい、「触るな気持ち悪い!」等と言われてビンタされる。
- 七転八起 カメ山さん（片山、山内、岡田、しゅうごパーク）
  - バイトとして働くカメ山さんを亀だと疑う岡田だが、カメ山さんは頑なに認めようとしない。
- 産婆さん（ニッチェ、オレンジサンセット、片山、阿部、たーにー）
  - 出産を迎える夫婦（近藤、下村）に突然陣痛が始まり、妻は夫に産婆さんを呼んでくるように頼むが、実際に来たのはサンバ隊（江上、片山、阿部、たーにー、岡田）だったが、無事に赤ちゃんが産まれる。
- お助けマーメイズ（濱家、国沢、下村、たーにー、少年少女）
  - 漂流中の3人の船乗り（濱家、国沢、下村）の前に3匹のマーメイド（阿部、坂口、たーにー）が現れ、癒しを与えたり助言をしてくれようとする（実際に成功したことはない）。濱家は初回のコントの終わりに「どーでもええコント始まった〜！！」と嘆いていた。
- 裁判員制度〜選ばれ、そして裁くということ〜（ヒカリゴケ、少年少女、かまいたち、江上、たーにー、岡田）
  - 食い逃げ犯（国沢）の裁判で、検察官（阿部）と弁護人（たーにー）が互いに弁論をするが、裁判員（江上、片山、坂口、山内）は他のことを考えていて全く話を聞いておらず、食い逃げ犯は死刑になる。その後、タモリ（岡田）がコントを締めるが、濱家に全員メガホンで叩かれる。テロップで「こんな裁判員はイヤだでした」と表示された。
- パンダのたーにー（しゃもじ、オレンジサンセット、ニッチェ、少年少女）
  - パンダ（たーにー）が女性（江上、阿部、近藤、坂口）を襲おうとするが、少年達（しゅうごパーク、下村、岡田）に止められ、お仕置きで乳首を洗濯ばさみで挟まれたり、ザリガニに挟まれたりする。たーにーは初回のコントの終わりに「こういうコントが俺にも回ってきたのね」と嘆いていた。
- ベティ&ルーシー（Betty & Lucy（2回目から））（岡田、国沢、近藤、少年少女）
  - 奇抜な格好をした2人組ベティ（岡田）＆ルーシー（阿部）がスタイリスト、ウェディングプランナーなどに扮してその仕事ぶりを発揮する。その時の客は大抵国沢である。体をくねらす動きと「ちゃんおは〜」の挨拶が特徴的。
- サカグチザル（坂口）
  - 露天風呂に猿（坂口）が現れる。一見可愛い体をして近寄ってくるが、国沢、下村はセクハラに遭い、片山は私服を丸ごと水に沈められる。
- Tarnie Chaplin（たーにー）
- 名探偵ヤマン（山内）
  - 『名探偵コナン』のパロディ。
- 鉄腕オカダクン（岡田、かまいたち、坂口）
  - 『鉄腕アトム』のパロディ。お山の内博士（山内）によって作られたロボット・オカダクン（岡田）が「新たな機能が搭載された」という名目で体を張って様々なことに挑む。「1ばんスクラム」では、あっちゃんを応援しようと紅白に乗り込もうとする企画が行われた。
- 毒舌ウグイス アベさん（阿部）
  - 野球試合のアナウンス風にバッターボックスに立ったメンバーの秘密をアベさんが暴露する。
- 女子会（男子会）inふくらむスクラム
  - ホットペッパーのCMのパロディ。
- 3年P組 阿部八先生（阿部）
- 過剰OL 華嬢麗子（ニッチェ、少年少女、山内）
  - 上司（山内）の言葉に過剰に反応するOLたち（江上、坂口、阿部）の様子を描く。
- KONDO NEXT DOOR（近藤、国沢、下村）
  - girl next door のパロディ。コントの終わりに「ふくらむバンドの二番煎じ感がすごいわ」と濱家にツッコまれた。
- ふくらむレイブ（下村、坂口、山内）
- 燃えるP魂 アントニオ阿部木（阿部）

### コーナー
- ふくらむ動画
  - 動画投稿サイトを模したコーナー。メンバーの一発芸などの動画をパソコン上で見ている濱家がツッコミを入れる。動画は番組公式サイト（PC向け）で閲覧できた。
    - 天に授かりし才能（下村）
    - 9回2アウト満塁（岡田）
    - 速読の真髄（たーにー）
    - 極上の指使い♥（しゅうごパーク）
    - インド人もびっくり!（阿部）
    - これぞ名人芸（山内）
    - 本当にあった怖い話（片山）
    - ボイン音頭（近藤）
    - キレイに写ルンです（坂口）
    - キ○タク?（国沢）
    - カッコええ!!（阿部）
    - 女性初のメジャーリーガー（江上）
    - フラガール（江上）
    - 2012年ロンドン48kg級決勝（坂口）
    - 拷問（片山）
    - これぞ名人芸2（山内）
    - 本当にあった怖い話2（片山）
    - 12回2アウト満塁（岡田）
    - ハヤブサBOY（下村）
    - グルメな女
    - おっぱいぷるるん♥（たーにー）
    - ボイン音頭2（近藤）
    - 絶対に負けられない戦いがそこにある（国沢）
    - 硬いアレがスッキリ♥（しゅうごパーク）
- オレンジサンセットの勉強させて頂きます
  - 高校を卒業したばかりのオレンジサンセットの2人がお笑いの勉強と称してメンバー内の先輩芸人にリアクション芸を強制する。最後に岡田が自ら先輩を上回る過激な挑戦をしてオチをつけるのが恒例。
    1. 第一回「かまいたち」
      - バッティングセンターで「剛速球を笑いにするにはどうすればいいのか」を教えてもらうが、岡田は普通に球を捕って喜ぶなど的はずれな事をする。
      - 最後は、座った状態で岡田が挑戦。ヘルメットにボールがあたって外れるという事態が起き、笑いを誘った。

    2. 第二回「しゃもじ」
    3. 第三回「少年少女」
      - 「チキンレースで笑いをとる」ため、港で自転車を海に落ちる直前まで漕ぐというゲームをすることに。阿部には優しく選手紹介の際「さらさらヘアーが2ちゃんねらーに萌えー、阿部ちゃんでーす」と言うが、坂口には冷たく、「あんまりしゃべらないので良くわかりません。坂口でーす」と言った。
      - 阿部と坂口のチキンレースは阿部の勝利に終わり、坂口に岡田が「メガネチキンザル」などといって侮辱すると、「ワシと勝負しろやー！」と坂口がキレた。
      - 岡田と坂口のレースでは、岡田が自転車ごと回転して海に落下。大爆笑となった。それを見た坂口は「岡田ー！おもろいでー！」と発言。その後、2人は終始抱き合っていた。
      - チキンレースを行う前、オレンジサンセットの2人は養殖されているイワシに食パンをあげていた。
      - またお願いをする際、少年少女を「少林少女」「小便小僧」などと言い間違えていた。
- 片山マユゲ実験
- orange room
  - オレンジサンセットの2人がお互いを知るために他のメンバーとトークをするコーナー。
    1. 第一回「ヒカリゴケ」
    2. 第二回「ニッチェ」
    3. 第三回「少年少女」
    4. 第四回「しゃもじ」
    5. 第五回「かまいたち」
- 反省会
- ニッチェ江上美人化計画
- じゅーはっさいしょうねん
  - AV男優風に扮したしゅうごパークが岡田の初めてを撮影する。

## 主題歌
オープニングテーマ
- Hi-STANDARD「NEW LIFE」

エンディングテーマ
- Hi-STANDARD「BRAND NEW SUNSET」（2009年9月21日放送の最終回のみ起用）

## スタッフ
キャスト・スタッフの総称は「今日より明日。」。5月頃までは「考え中。」と表示されていた。

### 番組終了時のスタッフ
- 構成：榊暁彦、堀江B面、永井ふわふわ
- ナレーション：中村光宏（フジテレビアナウンサー）
- SW：宮崎健司
- カメラ：小出豊
- VE：土井理沙
- 音声：加瀬悦史
- 照明：西野大介（FLT）
- 音響効果：松長芳樹（Digital Circus）
- 編集：渕真悟（ミディアルタ）
- MA：鈴木久美子（imagica）
- 美術プロデューサー：桐山三千代
- デザイン：斎田崇史
- 美術進行：村瀬大
- 大道具：松本達也
- 装飾：岡田寿也
- アクリル装飾：斉藤祐介
- メイク：宮崎香
- かつら：俵木和美
- 衣装：珍田愉華
- 持道具：森和美
- タイトル：岩下みどり
- TK：海老澤廉子
- 編成：大川友也
- 広報：鈴木麻衣子
- AP：大平智恵
- デスク：斉藤真理子
- 技術協力：ニユーテレス
- 企画：片岡飛鳥
- プロデューサー：中嶋優一
- ディレクター：池田哲也
- 演出：当麻晋三
- 制作著作：フジテレビ

### 途中まで参加していたスタッフ
- 構成：井筒大輔
- 編成：吉田豪
- ディレクター：大橋友寛

## DVD
- 1ばんふくらむスクラム!! （2010年8月18日発売、ポニーキャニオン） - 本番組および後継番組『1ばんスクラム!!』からの選り抜き映像を収録。